# 孙文敏
孙文敏（1918年6月—2016年5月4日），祖籍江苏吴县，出生于上海。中国共产党金融保险业领导干部。香港民安保险公司总经理、董事。

## 生平
生于小职员家庭。1925年上海湖州旅沪公学上小学。1931年入上海市北中学。1932年在上海英商保裕保险公司做练习生。1935年从上海职业补习学校毕业，在保裕保险公司做办事员。与包玉刚等同事参加1938年7月创建的上海市保险业业余联谊会（简称“保联”）。1941年10月19日，与谢寿天等筹创“华商大安保险股份有限公司”，负责组建天津分公司担任经理。大安保险公司是在上海地下党的直接支持下秘密创办起来的，高级职员大都是来自不同组织系统的地下党员，但不同的地下党组织没有横向联系，互不知情。1942年后任新华银行注资创办的新丰产物保险公司襄理、南京分公司经理。1948年上半年，上海地下党组织接到中共华东中央局指示：各系统各派两名党员到解放区，学习接管大城市的政策及具体措施。地下党保险业总支部书记林震峰决定派孙文敏和徐天碧1948年11月初到苏北解放区，并带去了一些上海的要害单位的建筑火险设防材料作为城市攻坚战的参考。
1949年5月中国人民解放军上海市军事管制委员会财政经济接管委员会金融处副处长谢寿天（原天一保险公司副总经理）领导下，共17人组建了“保险组”，林震峰任组长，孙文敏任副组长，接管24家官僚资本保险机构。孙文敏以军代表身份接管中国产物保险公司和中国人寿保险公司（合称“中保”，位于汉口路和四川路的拐角）、太平洋保险公司。1949年10月成立中国人民保险公司华东区公司，中国人民银行华东区行副行长谢寿天兼任首任总经理，孙文敏与林震峰为副总经理。1950年2月孙文敏被派遣至香港，担任中国人保驻香港联络办事处负责人、中保总驻港处经理，做宋汉章的工作，并就近联络、领导中保的海外机构。对宋汉章的政策，第一方案是拟请他回来主持中保董事会；如果做不到，退而求其次的第二方案，请他暂留香港，与孙文敏密切联系，指示公司一切工作；最后一个方案是“拖”住他，至少使他暂时维持现状，不要倒向台湾方面。1950年3月宋汉章辞去中保总经理职务，1951年赴巴西。1950年4月1日中华人民共和国政务院接收港九中国伪政府机构工作团改为“政务院特派接收港九国民党政府机构专员办事处”（简称专办处），派龚饮冰为专员（未到职），雷任民、张铁生为副专员。1950年6月8日，中国人民银行总行派遣项克方、闵一民、庄世平、张锡荣、孙文敏5人组成“金融工作团”核心小组，在专办处统一部署下，入港进行起义金融机构实际接收工作，贯彻了中央制定的原机构、原人员、原封不动地接管海外机构的精神，争取了各行的主管人员，以“名义保留、实质接管”的方法，整合在港起义机构，调整机构和人事，积极拓展业务，疏通渠道，便利结汇。经过数月艰苦细致的工作，总计接收9行局司资财约5240万港元。从1950年2月至1964年间孙文敏任中资保险系统驻港联办处负责人。1951年6月5日中国保险股份有限公司第一届第一次董监事联席会议在北京召开后，孙文敏任驻香港总稽核。1951年年11月1日，由上海12家公司和天津3家公司组成1的公私合营太平保险公司正式开业，任8名公方董事之一；并设立“太平保险公司驻港常董办事处”，任驻港常董。1953年担任香港民安保险公司董事兼总经理。1956年回北京参加中国人民保险公司海外保险公司经理会议。1960年负责筹建侨光置业有限公司，任公司董事、总经理。1964年任中国银行港澳管理处企业小组组长、侨光置业有限公司董事会主席、天厨化工公司常务董事、南洋烟草公司董事等职。1968年回到北京，任中国人民银行再保险处副处长。1969年4月下放在河南淮滨县的总行五七干校劳动。1972年回京任人保再保处处长。1978年11月调新华社香港分社任副局级顾问参与筹备分社经济部，并做统战工作，一直兼任民安保险公司董事。中国保险学会1979年11月恢复，孙文敏当选为第一届、第二届理事会理事。1988年孙文敏正式离休。1989年任侨光置业有限公司副董事长、顾问。
2016年因病在香港去世后，中央人民政府駐香港特別行政區聯絡辦公室经济部发讣告。2016年5月19日在香港殡仪馆福海堂设灵，5月20日举行了追悼会。